# التاريخ الجيني للشتات الإفريقي

خريطة أفريقيا والشتات الأفريقي حول العالم

يشكل التاريخ الجيني للشتات الإفريقي مزيجًا من التاريخ الجيني العام للشعوب الإفريقية المهاجرة، وذلك في المناطق الواقعة خارج إفريقيا، مثل أمريكا الشمالية، وأمريكا الوسطى، ومنطقة البحر الكاريبي، وأمريكا الجنوبية، وأوروبا، وآسيا، وأستراليا. يشمل هذا التاريخ الجيني الأمريكيين من أصول إفريقية، والكنديين من أصول إفريقية، والكاريبيين من أصول إفريقية، واللاتينيين من أصول إفريقية، والأوروبيين من أصول إفريقية، والآسيويين من أصول إفريقية، والأستراليين من أصول إفريقية.

## نظرة عامة

### ما قبل التاريخ
كانت الصحراء الكبرى بمثابة ممر عبر إقليمي ومسكن للناس في إفريقيا خلال المراحل الرطبة المختلفة وعلى مر التاريخ الإفريقي. قد يكون سكان غرب إفريقيا جنوب الصحراء الكبرى خلال الفترة التي تعود إلى 11000 سنة مضت، والذين يحملون المجموعة الصبغية الكبيرة L (على سبيل المثال، L1b1a11، L1b1a6a، L1b1a8، L1b1a9a1، L2a1k، L3d1b1a)، من المهاجرين عبر شمال إفريقيا إلى أوروبا، ومعظمهم إلى جنوب أوروبا (مثل شبه الجزيرة الإيبيرية).
نشأت طفرة الخلايا المنجلية في وسط الصحراء الخضراء الإفريقية، في الصحراء الكبرى أو في منطقة الغابات الشمالية الغربية في غرب وسط إفريقيا (الكاميرون مثلًا) قبل 7300 سنة على الأقل، على الرغم من احتمالية أن يكون ذلك في وقت مبكر يعود إلى 22000 سنة مضت. نشأ النمط الجيني الفرداني الأصلي للخلية المنجلية لأنواع النمط الجيني الحديثة (مثل أنماط الكاميرون/جمهورية أفريقيا الوسطى وأنماط بنين/السنغال) لأول مرة في أسلاف سكان غرب إفريقيا المعاصرين، الذين يحملون المجموعات الفرعية E1b1a1-L485 وE1b1a1-U175 أو المجموعة الفرعية الخاصة بأسلافهم E1b1a1-M4732.
يُحتمل أن يكون سكان غرب إفريقيا، بمن فيهم شعوب اليوروبا والإيسان في نيجيريا الذين يحملون النمط الفرداني للخلية المنجلية في بنين، قد هاجروا عبر المنطقة الشمالية الشرقية من إفريقيا إلى غرب شبه الجزيرة العربية. وعلى نحو مماثل، يُحتمل أن يكون سكان غرب إفريقيا، مثل شعب الميندي في سيراليون الذين يحملون النمط الفرداني للخلية المنجلية السنغالية، قد هاجروا إلى موريتانيا (حيث يبلغ معدل الانتشار الحديث 77%) والسنغال (100%)، ويُحتمل أن تكون هجرتهم قد امتدت عبر الصحراء الكبرى إلى شمال إفريقيا، ومن ثم إلى جنوب أوروبا وتركيا ومنطقة قريبة من شمال العراق وجنوب تركيا. يُحتمل أن تكون بعض الجماعات قد هاجرت ونقلت نمطي الخلية المنجلية للسنغال والبنين إلى البصرة في العراق، حيث يتواجدان بنسبة متساوية. يُحتمل أيضًا أن يكون سكان غرب إفريقيا، الذين يحملون النمط الفرداني للخلية المنجلية من بنين، قد هاجروا إلى المنطقة الشمالية من العراق (69.5%) والأردن (80%) ولبنان (73%) وعمان (52.1%) ومصر (80.8%).
أُدخل الحمض النووي الميتوكوندري الإفريقي لجنوب الصحراء الكبرى إلى أوروبا في الفترة المبكرة من العصر الهولوسيني، خاصة في شبه الجزيرة الإيبيرية. يُحتمل أن يكون سكان غرب إفريقيا قد هاجروا عبر منطقة الساحل الإفريقي وشمال إفريقيا ومضيق جبل طارق إلى أوروبا، وأدخلوا 63% من الحمض النووي الميتوكوندري الإفريقي جنوب الصحراء الكبرى. أُدخل 86% من الحمض النووي الميتوكوندري الإفريقي جنوب الصحراء الكبرى إلى جنوب غرب آسيا في الفترة الواقعة بين 15000 سنة قبل الميلاد و7000 سنة قبل الميلاد، عن طريق شرق إفريقيا، وبشكل رئيسي في منطقة شبه الجزيرة العربية، والتي تشكل 50% من الحمض النووي الميتوكوندري الإفريقي جنوب الصحراء الكبرى في جنوب غرب آسيا الحديث.
يُحتمل وجود جماعة سكانية قد انتقلت من إفريقيا (من غرب إفريقيا أو غرب وسط إفريقيا مثلًا) عبر مضيق جبل طارق إلى شبه الجزيرة الإيبيرية، وذلك قبل 4000 عام (أو ربما قبل ذلك خلال العصر الحجري المتوسط)، وحدث امتزاج بين الأفارقة والسكان الأصليين لشبه الجزيرة الإيبيرية (مثل سكان شمال البرتغال وجنوب إسبانيا) في تلك الفترة. يستند هذا الاحتمال إلى وجود آثار ضئيلة لمكونات إفريقية جنوب الصحراء الكبرى في عينات محددة من شبه الجزيرة الإيبيرية، واكتشاف الجينوم الميتوكوندري L2a1 في فرد واحد، بينما تنتمي جميع العينات الأخرى إلى مجموعات فردانية ميتوكوندرية أوروبية.

### تاريخيًا
قد يكون الفرد الأفريقي الذي عاش بين القرن الأول الميلادي والقرن الثالث الميلادي، والذي يحمل المجموعة الفردانية H1، قد هاجر قسرًا (عن طريق الاستعباد) أو طواعية من الصحراء الوسطى أو وادي النيل (السودان مثلًا) إلى روما.
أدخل سكان غرب إفريقيا أكثر من 75% من الحمض النووي الميتوكوندري لجنوب الصحراء الكبرى إلى أمريكا الشمالية، بينما أدخل سكان جنوب إفريقيا ما يقارب 15%، خلال العصر الحديث. أدخل سكان غرب إفريقيا أيضًا حوالي 45% من الحمض النووي الميتوكوندري لإفريقيا جنوب الصحراء الكبرى إلى أمريكا الجنوبية، في حين أدخل سكان جنوب إفريقيا، وخاصة الأنغوليين الأصليين، حوالي 55%. أدخل سكان غرب إفريقيا 75% من الحمض النووي الميتوكوندري من إفريقيا جنوب الصحراء الكبرى إلى شبه الجزيرة الإيبيرية وأجزاء أخرى من أوروبا خلال العصر الحديث، ربما عن طريق الرحلات البحرية. يعدّ عدد سكان غرب إفريقيا الذين نشروا الحمض النووي الميتوكوندري لإفريقيا جنوب الصحراء الكبرى أكبر مقارنة بسكان شرق إفريقيا خلال العصر الحديث. أُدخل 68% من الحمض النووي الميتوكوندري لإفريقيا جنوب الصحراء الكبرى من قبل سكان شرق إفريقيا و22% من قبل سكان غرب إفريقيا خلال العصر الحديث، وهو ما يشكل 50% من الحمض النووي الميتوكوندري لإفريقيا جنوب الصحراء الكبرى في جنوب غرب آسيا الحديث.